# Fordoblingstid
Fordoblingstid er en metrisk værdi, der beskriver den tid, det tager for en given mængde at fordoble sin størrelse eller værdi ved en konstant vækstrate. Dette koncept anvendes inden for mange områder, såsom befolkningstilvækst, inflation, sammensat rente, væksten af bakterier og mange andre fænomener, der har tendens til at vokse over tid.
| Matematik | Spire Denne artikel om matematik er en spire som bør udbygges. Du er velkommen til at hjælpe Wikipedia ved at udvide den. |